# Diamond League 2010
Diamond League 2010 eller Samsung Diamond League 2010 var den första upplagan av Diamond League och hölls friidrottsåret 2010. Tävlingen ersatte den tidigare tävlingen Golden League. I Sverige delade SVT och TV4 på sändningarna av evenemanget.

## Datum och orter
| Datum         | Stad      | Tävling                         |
| ------------- | --------- | ------------------------------- |
| 14 maj        | Doha      | Qatar Athletic Super Grand Prix |
| 23 maj        | Shanghai  | Shanghai Golden Grand Prix      |
| 4 juni        | Oslo      | Bislett Games                   |
| 10 juni       | Rom       | Golden Gala                     |
| 19 juni       | New York  | Adidas Grand Prix               |
| 3 juli        | Eugene    | Prefontaine Classic             |
| 8 juli        | Lausanne  | Athletissima                    |
| 10 juli       | Gateshead | Aviva Birmingham Grand Prix     |
| 16 juli       | Paris     | Meeting Areva                   |
| 22 juli       | Monaco    | Herculis                        |
| 6 augusti     | Stockholm | DN-galan                        |
| 13-14 augusti | London    | London Grand Prix               |
| 19 augusti    | Zürich    | Weltklasse Zürich               |
| 27 augusti    | Bryssel   | Memorial van Damme              |

## Resultat

### Herrar
| Nr           | Tävling      | 100 meter                     | 200 meter                      | 400 meter                       | 800 meter                            | 1 500 meter                             | 5 000 meter                      | 110 meter häck              | 400 meter häck                 | 3000 meter hinder                   |
| 1            | Doha         | Asafa Powell Jamaica 9.81     | -                              | -                               | David Rudisha (KEN) · 1:43.00        | -                                       | Eliud Kipchoge (KEN) · 12:51.22  | -                           | Bershawn Jackson (USA) · 48.66 | Ezekiel Kemboi (KEN) · 8:06.28      |
| 2            | Shanghai     | –                             | Usain Bolt (JAM) · 19.76       | Jeremy Wariner (USA) · 45.41    | –                                    | Augustine Kiprono Choge (KEN) · 3:32.20 | –                                | David Oliver (USA) · 12.99  | –                              | –                                   |
| 3            | Oslo         | Asafa Powell (JAM) · 9.72     | –                              | –                               | David Rudisha (KEN) · 1:42.04        | Asbel Kiprop (KEN) · 3:49.56            | Imane Merga (ETH) · 12:53.81     | –                           | Kerron Clement (USA) · 48.12   | –                                   |
| 4            | Rom          | –                             | Walter Dix (USA) · 19.86       | Jeremy Wariner (USA) · 44.73    | –                                    | –                                       | Imane Merga (ETH) · 13:00.12     | Dayron Robles (CUB) · 13.14 | –                              | –                                   |
| 5            | New York     | Richard Thompson (TRI) · 9.89 | –                              | –                               | Mbulaeni Mulaudzi (RSA) · 1:44.38    | –                                       | –                                | –                           | Kerron Clement (USA) · 47.86   | Paul Kipsiele (KEN) · 8:10.43       |
| 6            | Eugene       | –                             | Walter Dix (USA) · 19.72       | –                               | –                                    | Asbel Kiprop (KEN) · 3:49.75            | Tariku Bekele (ETH) · 12:58.93   | David Oliver (USA) · 12.90  | –                              | –                                   |
| 7            | Lausanne     | –                             | Walter Dix (USA) · 19.86       | Jeremy Wariner (USA) · 44.57    | David Lekuta Rudisha (KEN) · 1:43.25 | –                                       | –                                | –                           | Bershawn Jackson (USA) · 47.62 | Brimin Kipruto (KEN) · 8:01.62      |
| 8            | Gateshead    | –                             | Walter Dix (USA) · 20.26       | –                               | –                                    | Asbel Kiprop (KEN) · 3:33.34            | Vincent Chepkok (KEN) · 13:00.20 | –                           | –                              | Linus Chumba (KEN) · 8:19.72        |
| 9            | Paris        | Usain Bolt (JAM) · 9.84       | –                              | Jeremy Wariner (USA) · 44.49    | Abubaker Kaki Khamis (SUD) · 1:43.50 | –                                       | –                                | David Oliver (USA) · 12.89  | –                              | Brimin Kipruto (KEN) · 8:00.90      |
| 10           | Monaco       | –                             | Tyson Gay (USA) · 19.72        | Jermaine Gonzales (JAM) · 44.40 | –                                    | Silas Kiplagat (KEN) · 3:29.27          | –                                | David Oliver (USA) · 13.01  | –                              | –                                   |
| 11           | Stockholm    | Tyson Gay (USA) · 9.84        | –                              | –                               | Marcin Lewandowski (POL) · 1:45.06   | –                                       | Mark Kiptoo (KEN) · 12:53.46     | –                           | Bershawn Jackson (USA) · 47.65 | –                                   |
| 12           | London       | Tyson Gay (USA) · 9.78        | –                              | Jeremy Wariner (USA) · 44.67    | –                                    | –                                       | –                                | David Oliver (USA) · 13.06  | Bershawn Jackson (USA) · 48.12 | Paul Kipsiele Koech (KEN) · 8:17.70 |
| 13           | Zürich       | –                             | Wallace Spearmon (USA) · 19.79 | Jeremy Wariner (USA) · 44.13    | –                                    | –                                       | Tariku Bekele (ETH) · 12:55.03   | David Oliver (USA) · 12.93  | –                              | Ezekiel Kemboi (KEN) · 8:01.74      |
| 14           | Bryssel      | Tyson Gay (USA) · 9.79        | –                              | –                               | David Rudisha (KEN) · 1:43.51        | Asbel Kiprop (KEN) · 3:32.18            | –                                | –                           | Bershawn Jackson (USA) · 47.85 | –                                   |
|              |              |                               |                                |                                 |                                      |                                         |                                  |                             |                                |                                     |
| Totalsegrare | Totalsegrare | Tyson Gay (USA)               | Wallace Spearmon (USA)         | Jeremy Wariner (USA)            | David Rudisha (KEN)                  | Asbel Kiprop (KEN)                      | Imane Merga (ETH)                | David Oliver (USA)          | Bershawn Jackson (USA)         | Paul Kipsiele Koech (KEN)           |

| Nr           | Tävling      | Längdhopp                       | Tresteg                            | Höjdhopp                          | Stavhopp                         | Kulstötning                        | Diskuskastning                    | Spjutkastning                       |
| 1            | Doha         | -                               | Alexis Copello (CUB) · 17.47 m     | -                                 | -                                | Christian Cantwell (USA) · 21.82 m | -                                 | -                                   |
| 2            | Shanghai     | Fabrice Lapierre (AUS) · 8.30 m | –                                  | Sylwester Bednarek (POL) · 2.24 m | Malte Mohr (GER) · 5.70 m        | –                                  | Zoltán Kővágó (HUN) · 69.69 m     | –                                   |
| 3            | Oslo         | –                               | –                                  | –                                 | Renaud Lavillenie (FRA) · 5.80 m | Christian Cantwell (USA) · 21.31 m | –                                 | Andreas Thorkildsen (NOR) · 86.00 m |
| 4            | Rom          | Dwight Phillips (USA) · 8.42 m  | –                                  | –                                 | –                                | Christian Cantwell (USA) · 21.67 m | Piotr Malachowski (POL) · 68.78 m | –                                   |
| 5            | New York     | –                               | Teddy Tamgho (FRA) · 17.98 m       | Linus Thörnblad (SWE) · 2.30 m    | Renaud Lavillenie (FRA) · 5.70 m | –                                  | –                                 | Andreas Thorkildsen (NOR) · 87.02 m |
| 6            | Eugene       | Irving Saladino (PAN) · 8.46 m  | –                                  | –                                 | –                                | Christian Cantwell (USA) · 22.41 m | Piotr Małachowski (POL) · 67.66 m | –                                   |
| 7            | Lausanne     | –                               | –                                  | Ivan Ukhov (RUS) · 2.33 m         | Renaud Lavillenie (FRA) · 5.85 m | –                                  | –                                 | Andreas Thorkildsen (NOR) · 87.03 m |
| 8            | Gateshead    | Fabrice Lapierre (AUS) · 8.20 m | Phillips Idowu (GBR) · 17.38 m     | Linus Thörnblad (SWE) · 2.29 m    | –                                | –                                  | Piotr Małachowski (POL) · 69.83 m | –                                   |
| 9            | Paris        | –                               | Arnie David Giralt (CUB) · 17.49 m | –                                 | Renaud Lavillenie (FRA) · 5.91 m | –                                  | –                                 | Andreas Thorkildsen (NOR) · 87.50 m |
| 10           | Monaco       | Dwight Phillips (USA) · 8.46 m  | –                                  | Ivan Ukhov (RUS) · 2.34 m         | –                                | –                                  | Gerd Kanter (EST) · 67.81 m       | –                                   |
| 11           | Stockholm    | –                               | Teddy Tamgho (FRA) · 17.36 m       | –                                 | –                                | Christian Cantwell (USA) · 22.09 m | –                                 | Tero Pitkämäki (FIN) · 84.41 m      |
| 12           | London       | Dwight Phillips (USA) · 8.18 m  | Christian Olsson (SWE) · 17.41 m   | Ivan Ukhov (RUS) · 2.29 m         | Łukasz Michalski (POL) · 5.71 m  | Reese Hoffa (USA) · 21.44 m        | Gerd Kanter (EST) · 67.82 m       | Andreas Thorkildsen (NOR) · 87.38 m |
| 13           | Zürich       | Dwight Phillips (USA) · 8.20 m  | –                                  | Ivan Ukhov (RUS) · 2.29 m         | –                                | –                                  | Robert Harting (GER) · 68.84 m    | –                                   |
| 14           | Bryssel      | –                               | Teddy Tamgho (FRA) · 17.52 m       | –                                 | Malte Mohr (GER) · 5.85 m        | Reese Hoffa (USA) · 22.16 m MR     | –                                 | Andreas Thorkildsen (NOR) · 89.88 m |
|              |              |                                 |                                    |                                   |                                  |                                    |                                   |                                     |
| Totalsegrare | Totalsegrare | Dwight Phillips (USA)           | Teddy Tamgho (FRA)                 | Ivan Ukhov (RUS)                  | Renaud Lavillenie (FRA)          | Christian Cantwell (USA)           | Piotr Małachowski (POL)           | Andreas Thorkildsen (NOR)           |

### Damer
| Nr           | Tävling      | 100 meter                             | 200 meter                             | 400 meter                          | 800 meter                        | 1 500 meter                        | 5 000 meter                       | 100 meter häck                        | 400 meter häck                | 3000 meter hinder                        |
| 1            | Doha         | -                                     | Kerron Stewart (JAM) · 22.34          | Allyson Felix (USA) · 50.15        | -                                | Nancy Jebet Langat (KEN) · 4:01.64 | -                                 | LoLo Jones (USA) · 12.63              | -                             | -                                        |
| 2            | Shanghai     | Carmelita Jeter (USA) · 11.09         | –                                     | –                                  | Janeth Jepkosgei (KEN) · 2:01.06 | –                                  | Sentayehu Ejigu (ETH) · 14:30.96  | –                                     | Lashinda Demus (USA) · 53.34  | Gladys Jerotich Kipkemoi (KEN) · 9:16.82 |
| 3            | Oslo         | –                                     | Carmelita Jeter (USA) · 22.54         | Amantle Montsho (Botswana) · 50.34 | –                                | –                                  | –                                 | Lolo Jones (USA) · 12.66              | –                             | Milcah Chemos Cheywa (KEN) · 9:12.66     |
| 4            | Rome         | Lashauntea Moore (USA) · 11.04        | –                                     | –                                  | Halima Hachlaf (MAR) · 1:58.40   | –                                  | –                                 | –                                     | Lashinda Demus (USA) · 52.82  | Milcah Chemos Cheywa (KEN) · 9:11.71     |
| 5            | New York     | –                                     | Veronica Campbell-Brown (JAM) · 21.98 | –                                  | –                                | Nancy Langat (KEN) · 4:01.60       | Tirunesh Dibaba (ETH) · 15:11.34  | Lolo Jones (USA) · 12.55              | –                             | –                                        |
| 6            | Eugene       | Veronica Campbell-Brown (JAM) · 10.78 | –                                     | Allyson Felix (USA) · 50.27        | Mariya Savinova (RUS) · 1:57.56  | –                                  | –                                 | –                                     | Lashinda Demus (USA) · 53.03  | Milcah Chemos Cheywa (KEN) · 9:26.70     |
| 7            | Lausanne     | Carmelita Jeter (USA) · 10.99         | –                                     | –                                  | –                                | Gelete Burka (ETH) · 3:59.28       | –                                 | Priscilla Lopes-Schliep (CAN) · 12.56 | –                             | –                                        |
| 8            | Gateshead    | Carmelita Jeter (USA) · 10.95         | –                                     | Shericka Williams (JAM) · 50.44    | Alysia Johnson (USA) · 1:59.84   | –                                  | –                                 | –                                     | Kaliese Spencer (JAM) · 54.10 | –                                        |
| 9            | Paris        | –                                     | Allyson Felix (USA) · 22.14           | –                                  | –                                | Anna Alminova (RUS) · 3:57.65      | Vivian Cheruiyot (KEN) · 14:27.41 | –                                     | –                             | –                                        |
| 10           | Monaco       | Carmelita Jeter (USA) · 10.82         | –                                     | –                                  | Alysia Johnson (USA) · 1:57.34   | –                                  | –                                 | –                                     | Kaliese Spencer (JAM) · 53.63 | –                                        |
| 11           | Stockholm    | –                                     | Allyson Felix (USA) · 22.41           | Tatyana Firova (RUS) · 50.46       | –                                | Nancy Jebet Langat (KEN) · 4:00.70 | –                                 | Sally Pearson (AUS) · 12.57           | –                             | Yuliya Zarudneva (RUS) · 9:17.59         |
| 12           | London       | –                                     | Allyson Felix (USA) · 22.37           | Allyson Felix (USA) · 50.79        | Mariya Savinova (RUS) · 1:58.64  | Nancy Jebet Langat (KEN) · 4:07.60 | Tirunesh Dibaba (ETH) · 14:36.41  | Priscilla Lopes-Schliep (CAN) · 12.52 | Kaliese Spencer (JAM) · 53.78 | Milcah Chemos Cheywa (KEN) · 9:22.49     |
| 13           | Zürich       | Veronica Campbell-Brown (JAM) · 10.89 | –                                     | Allyson Felix (USA) · 50.37        | –                                | Nancy Jebet Langat (KEN) · 4:01.01 | –                                 | –                                     | Kaliese Spencer (JAM) · 53.33 | –                                        |
| 14           | Bryssel      | –                                     | Allyson Felix (USA) · 22.62           | –                                  | Janeth Jepkosgei (KEN) · 1:58.82 | –                                  | Vivian Cheruiyot (KEN) · 14:34.13 | Priscilla Lopes-Schliep (CAN) · 12.54 | –                             | Sofia Assefa (KEN) · 9:20.72             |
|              |              |                                       |                                       |                                    |                                  |                                    |                                   |                                       |                               |                                          |
| Totalsegrare | Totalsegrare | Carmelita Jeter (USA)                 | Allyson Felix (USA)                   | Allyson Felix (USA)                | Janeth Jepkosgei (KEN)           | Nancy Jebet Langat (KEN)           | Vivian Cheruiyot (KEN)            | Priscilla Lopes-Schliep (CAN)         | Kaliese Spencer (JAM)         | Milcah Chemos Cheywa (KEN)               |

| Nr           | Tävling      | Längdhopp                      | Tresteg                           | Höjdhopp                     | Stavhopp                          | Kulstötning                       | Diskuskastning                  | Spjutkastning                       |
| 1            | Doha         | -                              | -                                 | Blanka Vlašić (CRO) · 1.98 m | Silke Spiegelburg (GER) · 4.70 m  | -                                 | Yarelis Barrios (CUB) · 64.90 m | Maria Abakumova (RUS) · 68.89 m     |
| 2            | Shanghai     | –                              | Olga Rypakova (KAZ) · 14.89 m     | –                            | –                                 | Nadzeja Ostaptjuk (BLR) · 20.70 m | –                               | –                                   |
| 3            | Oslo         | Olga Kucherenko (RUS) · 6.91 m | –                                 | Blanka Vlašić (CRO) · 2.01 m | –                                 | –                                 | Nadine Müller (GER) · 63.93 m   | –                                   |
| 4            | Rom          | –                              | Yargelis Savigne (CUB) · 14.74 m  | Blanka Vlašić (CRO) · 2.03 m | Fabiana Murer (BRA) · 4.70 m      | –                                 | –                               | Barbora Špotáková (CZE) · 68.66 m   |
| 5            | New York     | Brianna Glenn (USA) · 6.78 m   | –                                 | –                            | –                                 | Valerie Vili (NZL) · 19.93 m      | Sandra Perkovic (CRO) · 61.96 m | –                                   |
| 6            | Eugene       | –                              | Nadezhda Alekhina (RUS) · 14.62 m | –                            | Fabiana Murer (BRA) · 4.58 m      | –                                 | –                               | Kara Patterson (USA) · 65.90 m      |
| 7            | Lausanne     | Brittney Reese (USA) · 6.94 m  | Yargelis Savigne (CUB) · 14.99 m  | –                            | –                                 | –                                 | Yarelis Barrios (CUB) · 65.92 m | –                                   |
| 8            | Gateshead    | –                              | –                                 | –                            | Svetlana Feofanova (RUS) · 4.71 m | Nadzeja Ostaptjuk (BLR) · 20.57 m | –                               | Sunette Viljoen (RSA) · 64.32 m     |
| 9            | Paris        | Brittney Reese (USA) · 6.73 m  | –                                 | Blanka Vlašić (CRO) · 2.02 m | –                                 | Nadzeja Ostaptjuk (BLR) · 20.78 m | Yarelis Barrios (CUB) · 65.53 m | –                                   |
| 10           | Monaco       | –                              | Yargelis Savigne (CUB) · 15.09 m  | –                            | Fabiana Murer (BRA) · 4.80 m      | Nadzeja Ostaptjuk (BLR) · 20.23 m | –                               | Barbora Špotáková (CZE) · 65.76 m   |
| 11           | Stockholm    | Darya Klishina (RUS) · 6.78 m  | –                                 | Blanka Vlasic (CRO) · 2.02 m | Svetlana Feofanova (RUS) · 4.71 m | –                                 | –                               | –                                   |
| 12           | London       | Darya Klishina (RUS) · 6.65 m  | Yargelis Savigne (CUB) · 14.86 m  | Blanka Vlasic (CRO) · 2.01 m | –                                 | Nadzeja Ostaptjuk (BLR) · 20.27 m | Yarelis Barrios (CUB) · 65.62 m | Barbora Špotáková (CZE) · 63.50 m   |
| 13           | Zürich       | Brittney Reese (USA) · 6.89 m  | –                                 | –                            | Fabiana Murer (BRA) · 4.81 m      | Nadzeja Ostaptjuk (BLR) · 20.63 m | –                               | Christina Obergföll (GER) · 67.31 m |
| 14           | Bryssel      | –                              | Olga Rypakova (KAZ) · 14.80 m     | Blanka Vlašić (CRO) · 2.00 m | –                                 | –                                 | Sandra Perković (CRO) · 66.93 m | –                                   |
|              |              |                                |                                   |                              |                                   |                                   |                                 |                                     |
| Totalsegrare | Totalsegrare | Brittney Reese (USA)           | Yargelis Savigne (CUB)            | Blanka Vlasic (CRO)          | Fabiana Murer (BRA)               | Nadzeja Ostaptjuk (BLR)           | Yarelis Barrios (CUB)           | Barbora Špotáková (CZE)             |

## Diamond Race
I Diamond League delas det ut poäng till de tre bästa i varje tävling enligt poängskalan: 4,2,1.
(I finalen: 8,4,2 poäng)
Den idrottare som har flest poäng efter finalen vinner Diamond League och en diamant.
Vid lika poäng vinner den som lyckas bäst i finalen.
Topp-4 Ställningen just nu:
Herrar:
| Gren           | 1:a                     | 2:a                              | 3:a                         | 4:a                                 | Genomförda tävlingar av 7 |
| -------------- | ----------------------- | -------------------------------- | --------------------------- | ----------------------------------- | ------------------------- |
| 100m           | Asafa Powell 8p         | Richard Thompson 6p              | Blake 2p ,Carter            | -                                   | 3                         |
| 200m           | Walter Dix 16p          | Usain Bolt 4p , Wallace Spearmon | -                           | Bailey 2p , Gay ,Martina ,Taylor    | 5                         |
| 400m           | Jeremy Wariner 12p      | David Neville 3p                 | Betters 2p Gonzales Taylor  | -                                   | 3                         |
| 800m           | David Rudisha 12p       | Mbulaeni Mulaudsi 6p             | Kaki 2p,Kiprop,Yego         | -                                   | 4                         |
| 1500m          | Asbel Kiprop 14p        | Augustine Kiprono Choge 6p       | Mekonen Gebremedhin 4p      | Amine Laalou 2p                     | 4                         |
| 5000m          | Imane Merga 11p         | Bekele 6p,Chepkok , Kipchoge     | -                           | -                                   | 5                         |
| 3000m hinder   | Paul Kipsiele Coech 7p  | Brimin Kiprop Kipruto 5p         | Chumba 4p ,Kemboi           | -                                   | 4                         |
| 110m häck      | David Oliver 8p         | Dayron Robles 4p                 | Shi 2p ,Thomas ,Mall:Wilson | -                                   | 3                         |
| 400m häck      | Bershawn Jackson 12p    | Kerron Clement 10p               | Angelo Taylor 2p            | Culson 1p,Greene , Sanchez, Van Zyl | 4                         |
| Höjdhopp       | Linus Thörnblad 9p      | Jesse Williams 5p                | Bednarek 4p,Ukhov           | -                                   | 4                         |
| Stavhopp       | Renaud Lavillenie 12p   | Malte Mohr 7p                    | Steven Hooker 4p            | Aleksander Gripich                  | 4                         |
| Längdhopp      | Fabrice Lapierre 9p     | Dwight Philips 8p                | Irving Saladino 7p          | Michel Torneus 2p                   | 4                         |
| Tresteg        | Copello 5p ,Idowu       | -                                | Teddy Tamgho 4p             | Giralt 2p, Lewis , Olsson           | 3                         |
| Kulstötning    | Christian Cantwell 16p  | Dylan Armstrong 6p               | Bartels , Hoffa             | -                                   | 4                         |
| Diskuskastning | Piotr Malachowski 13p   | Zoltan Kovago 9p                 | Harting 2p, Kanter          | -                                   | 4                         |
| Spjutkastning  | Andreas Thorkildsen 12p | Petr Frydrych 4p                 | Tero Pitkämäki 3p           | Martinez 1p , Wirkkala              | 3                         |